# Primula merrilliana
Primula merrilliana är en viveväxtart som beskrevs av Rudolf Schlechter. Primula merrilliana ingår i släktet vivor, och familjen viveväxter. Inga underarter finns listade i Catalogue of Life.